# Egelsee (Rankweil)
Der Egelsee ist ein kleiner zirka 30 × 15 Meter großer Waldweiher in einer Geländemulde der Gemeinde Rankweil im österreichischen Bundesland Vorarlberg. Er liegt in der Nähe der Landesstraße L 73 in Richtung Hochgastra-Valduna.

## Naturschutz
Im Rahmen für die Beurteilung besonderer Schutzwürdigkeit wurde der Egelsee unter der Nummer 41408 im Biotopverzeichnis der Vorarlberger Landesregierung aufgenommen. Dem Egelsee kommt als Laichgewässer für die lokale Amphibienwelt große Bedeutung zu, zumal es sich um das einzige Gewässer dieser Art im weiteren Umkreis handelt. Nachgewiesen sind neben entsprechender Kleintierwelt (Libellen, Wasserkäfer etc.) auch Erdkröte, Grasfrosch und Bergmolch.